# Olov Lundqvist
Olov Lundqvist, född 23 november 1988 i Fällfors församling, Skellefteå kommun, är en svensk ishockeyback som spelar för Piteå HC i Division 1.
Olovs moderklubb är Fällfors IF och han har även spelat i Skellefteå AIK:s juniorlag.
2016 var Olov med och avancerade Södertälje SK från Division 1 till Hockeyallsvenskan inför säsongen 2016/2017.